# Unione Sportiva Avellino 2006-2007
Questa voce raccoglie le informazioni riguardanti l'Unione Sportiva Avellino nelle competizioni ufficiali della stagione 2006-2007.

## Stagione
Nella stagione 2006-2007 la squadra irpina ha chiuso il campionato con la promozione in Serie B, dopo il 2º posto ottenuto nella stagione regolare e la vittoria contro il Foggia nella finale dei Play-off. Allenato da Giuseppe Galderisi l'Avellino disputa un sontuoso girone di andata, nel quale ottiene 40 punti, staccando il Ravenna di sette lunghezze. Nel girone di ritorno la squadra biancoverde perde posizioni e rischia di non vincere un torneo che ha a lungo dominato, a metà aprile arriva la sconfitta di Cava de' Tirreni (3-1), viene avvicendato Galderisi con Giovanni Vavassori, che siede sulla panchina irpina nelle ultime quattro giornate, senza riuscire a superare il Ravenna. Poi però si fa trovare pronto nel vincere i Play-off, superando in semifinale il Taranto, e nella doppia finale il Foggia. C'è anche la soddisfazione, oltre al pronto ritorno in Serie B, di avere espresso il capo cannoniere del girone, con le 24 reti di Raffaele Biancolino, peraltro segnate in sole 26 partite, nel suo quinto anno ad Avellino, molto bene anche Felice Evacuo autore di 15 centri. Nella Coppa Italia delle grandi, gli irpini sono subito estromessi dal torneo, perdendo (1-2) in casa, dopo i tempi supplementari con l'Albinoleffe. Poca gloria anche nella Coppa Italia di Serie C, avendo partecipato a quella nazionale, l'Avellino entra in scena negli ottavi di finale, ma viene superato nel doppio confronto dal Sorrento.

## Rosa
| N. |                   | Ruolo | Calciatore            |
| -- | ----------------- | ----- | --------------------- |
|    | Italia (bandiera) | P     | Domenico Cecere       |
|    | Italia (bandiera) | P     | Raffaele Gragnaniello |
|    | Italia (bandiera) | P     | Damiano Milan         |
|    | Italia (bandiera) | D     | Raffaele Ametrano     |
|    | Italia (bandiera) | D     | Michele Bacis         |
|    | Italia (bandiera) | D     | Alessio D'Andrea      |
|    | Italia (bandiera) | D     | Stefano De Angelis () |
|    | Italia (bandiera) | D     | Nicola Diliso         |
|    | Italia (bandiera) | D     | Vincenzo Moretti      |
|    | Italia (bandiera) | D     | Simone Paolo Puleo    |
|    | Italia (bandiera) | D     | Ciro Oreste Sirignano |
|    | Italia (bandiera) | D     | Christian Terni       |
|    | Italia (bandiera) | D     | Gabriele Ulivi        |
|    | Italia (bandiera) | C     | Carmine Cucciniello   |
|    | Italia (bandiera) | C     | Domenico Di Cecco     |

| N. |                     | Ruolo | Calciatore          |
| -- | ------------------- | ----- | ------------------- |
|    | Italia (bandiera)   | C     | Stefano Garzon      |
|    | Italia (bandiera)   | C     | Andrea Luciani      |
|    | Italia (bandiera)   | C     | Diego Matarazzo     |
|    | Svizzera (bandiera) | C     | Ludovico Moresi     |
|    | Italia (bandiera)   | C     | Giacomo Paniccia    |
|    | Italia (bandiera)   | C     | Filippo Porcari     |
|    | Italia (bandiera)   | C     | Vincenzo Riccio     |
|    | Paraguay (bandiera) | C     | Rivaldo González    |
|    | Italia (bandiera)   | C     | Salvatore Sullo     |
|    | Italia (bandiera)   | A     | Marco Ascenzi       |
|    | Italia (bandiera)   | A     | Alessandro Belleri  |
|    | Italia (bandiera)   | A     | Raffaele Biancolino |
|    | Italia (bandiera)   | A     | Felice Evacuo       |
|    | Italia (bandiera)   | A     | Gaetano Grieco      |
|    | Italia (bandiera)   | A     | Marco Tufano        |

## Risultati

### Campionato

#### Girone di andata
| Arbitro: | Barletta (Bernalda) |

|                         |           |  |
| Evacuo 3’ G. Grieco 40’ | Marcatori |  |

| Arbitro: | Gallione (Alessandria) |

|                                                          |           |                          |
| Succi 7’ (rig.) Chianese 9’, 24’ Gorini 23’ Pizzolla 50’ | Marcatori | 74’, 90+3’ (rig.) Evacuo |

| Arbitro: | Pinzani (Empoli) |

|                                         |           |  |
| V. Moretti 33’ G. Grieco 52’ Evacuo 78’ | Marcatori |  |

| Arbitro: | Peruzzo (Schio) |

|  |           |                               |
|  | Marcatori | 67’, 83’ Evacuo 90+4’ Ascenzi |

| Arbitro: | Marrocco (Pisa) |

|                                     |           |            |
| Evacuo 19’ G. Grieco 52’ Tufano 73’ | Marcatori | 88’ Mazzeo |

| Arbitro: | Tommasi (Bassano del Grappa) |

|                         |           |              |
| A. Cardinale 33’ (rig.) | Marcatori | 45+1’ Evacuo |

| Arbitro: | Palazzino (Ciampino) |

|                                                  |           |                      |
| G. Grieco 44’ V. Moretti 48’ Biancolino 69’, 90’ | Marcatori | 62’, 74’ A. Esposito |

| Arbitro: | Cavarretta (Trapani) |

|                   |           |                |
| Myrtaj 30’ (rig.) | Marcatori | 32’ Biancolino |

| Arbitro: | Taverna (Taurianova) |

|                              |           |                           |
| Biancolino 19’ G. Grieco 90’ | Marcatori | 45+3’ Anderson 67’ Mendil |

| Arbitro: | Calvarese (Teramo) |

|                                                                    |           |  |
| G. Grieco 43’ V. Moretti 45+3’ (rig.) Biancolino 53’ V. Riccio 89’ | Marcatori |  |

| Arbitro: | Forconi (Aprilia) |

|               |           |            |
| Antenucci 34’ | Marcatori | 65’ Evacuo |

| Arbitro: | Mannella (Avezzano) |

|  |           |                                       |
|  | Marcatori | 38’, 66’ Evacuo 62’ (rig.) V. Moretti |

| Arbitro: | Valeri (Roma) |

|                                                        |           |  |
| Biancolino 21’ Evacuo 54’ V. Moretti 55’ G. Grieco 57’ | Marcatori |  |

| Arbitro: | Scoditti (Bologna) |

|                |           |                           |
| G. Abate 45+1’ | Marcatori | 36’ Evacuo 77’ V. Moretti |

| Arbitro: | Zanichelli (Genova) |

|                                   |           |  |
| Biancolino 13’, 69’ G. Grieco 29’ | Marcatori |  |

| Arbitro: | Barbirati (Ferrara) |

|  |           |                      |
|  | Marcatori | 79’ (rig.) G. Grieco |

| Arbitro: | Baracani (Firenze) |

|                             |           |              |
| S. De Angelis 28’ Puleo 32’ | Marcatori | 62’ Prosperi |

#### Girone di ritorno
| Arbitro: | Zega (Fermo) |

|                                    |           |                     |
| Califano 11’ (rig.) S. Morello 37’ | Marcatori | 25’, 70’ Biancolino |

| Arbitro: | Mannella (Avezzano) |

|                               |           |                           |
| Biancolino 20’ V. Moretti 25’ | Marcatori | 30’ Dicuonzo 71’ Chianese |

| Arbitro: | Palazzino (Ciampino) |

|                                                     |           |  |
| Sansovini 1’, 11’ Di Simone 57’ (rig.) Piccioni 83’ | Marcatori |  |

| Arbitro: | Tozzi (Lido di Ostia) |

|                    |           |               |
| Biancolino 8’, 28’ | Marcatori | 41’ Cardascio |

| Arbitro: | Forconi (Aprilia) |

|             |           |  |
| Baldini 47’ | Marcatori |  |

| Arbitro: | Barbirati (Ferrara) |

|                       |           |  |
| Garzon 32’ Evacuo 56’ | Marcatori |  |

| Arbitro: | Pinzani (Empoli) |

|                |           |  |
| A. Femiano 52’ | Marcatori |  |

| Arbitro: | Andolfatto (Bassano del Grappa) |

|                                    |           |  |
| Biancolino 89’ (rig.) Tufano 90+4’ | Marcatori |  |

| Arbitro: | Didato (Agrigento) |

|  |           |                    |
|  | Marcatori | 1’, 47’ Biancolino |

| Arbitro: | Valeri (Roma) |

|              |           |                |
| S. Russo 12’ | Marcatori | 87’ Biancolino |

| Arbitro: | Massa (Imperia) |

|                |           |  |
| Biancolino 46’ | Marcatori |  |

| Arbitro: | Lioce (Molfetta) |

|                                       |           |                                                   |
| Biancolino 2’, 16’ (rig.) Porcari 78’ | Marcatori | 11’ (aut.) Ulivi 38’ Tozzi Borsoi 90+4’ Bonfiglio |

| Arbitro: | Scoditti (Bologna) |

|                                                 |           |                |
| L. Cipriani 7’ D'Andrea 22’ (aut.) Ercolano 54’ | Marcatori | 90’ Biancolino |

| Arbitro: | Pecorelli (Arezzo) |

|                     |           |             |
| Biancolino 43’, 82’ | Marcatori | 86’ Delgado |

| Arbitro: | Ferrandini (Sondrio) |

|                                |           |  |
| A. Simonetta 80’ Carlini 90+1’ | Marcatori |  |

| Arbitro: | Tommasi (Bassano del Grappa) |

|              |           |  |
| G. Grieco 1’ | Marcatori |  |

| Arbitro: | Valeri (Roma) |

|              |           |                           |
| Mattioli 13’ | Marcatori | 24’ Biancolino 42’ Evacuo |

### Play-off
| Arbitro: | Pinzani (Empoli) |

|          |           |  |
| Zito 51’ | Marcatori |  |

| Arbitro: | Tommasi (Bassano del Grappa) |

|                |           |  |
| V. Moretti 85’ | Marcatori |  |

| Arbitro: | Scoditti (Bologna) |

|             |           |  |
| Salgado 69’ | Marcatori |  |

| Arbitro: | Tommasi (Bassano del Grappa) |

|                                        |           |  |
| Rivaldo 88’ Biancolino 96’ Evacuo 120’ | Marcatori |  |

### Coppa Italia
| Arbitro: | Damato (Barletta) |

|              |           |                 |
| Evacuo 45+1’ | Marcatori | 38’, 98’ Rabito |

#### Coppa Italia di Serie C
| Arbitro: | Spadaccini (Vasto) |

|                       |           |             |
| G. Russo 83’ Ripa 86’ | Marcatori | 13’ Rivaldo |

| Arbitro: | Taverna (Taurianova) |

|  |           |                       |
|  | Marcatori | 17’ Visone 29’ Molino |